# Indes orientales

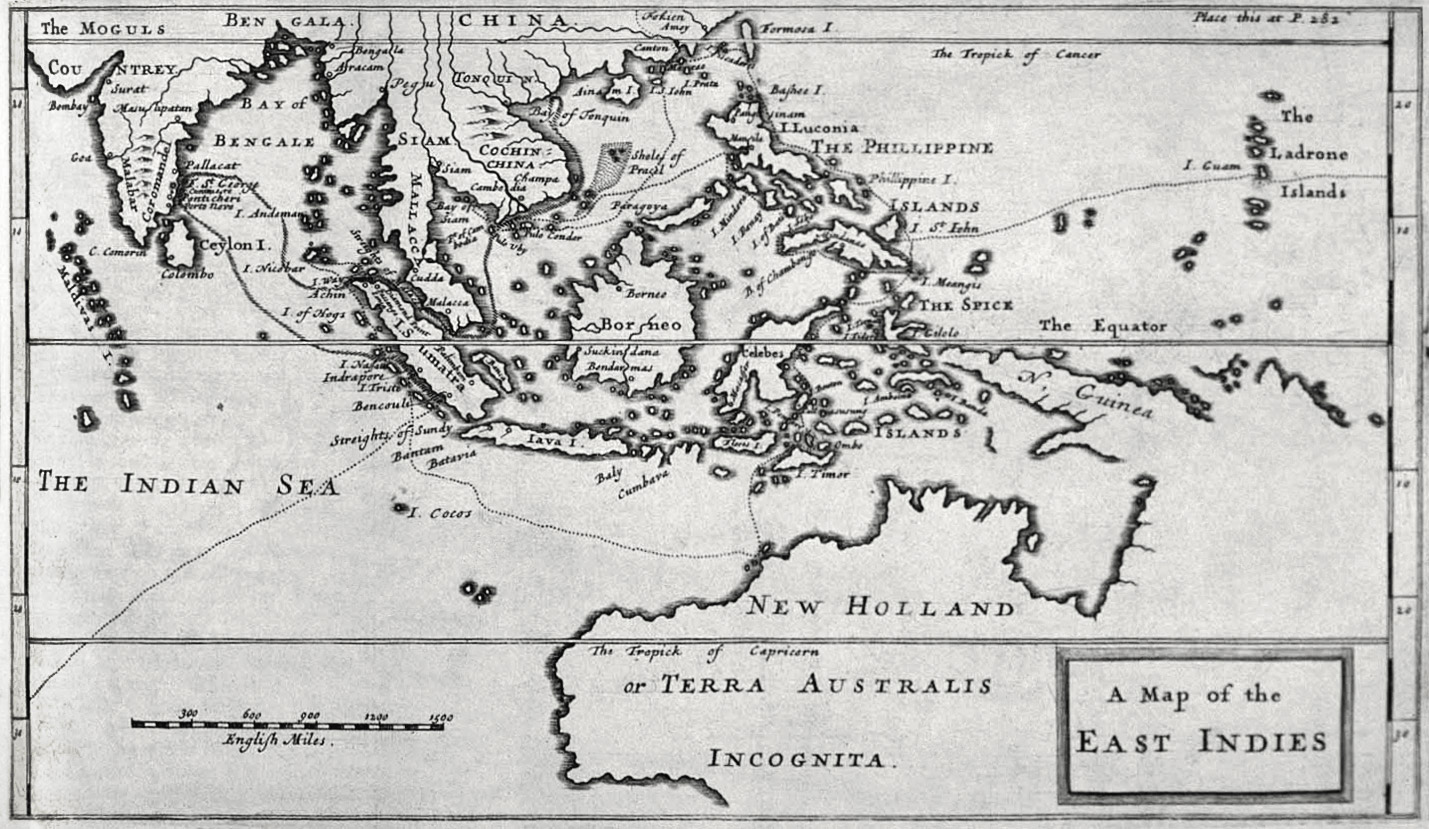
Carte de 1697 montrant les Indes orientales.

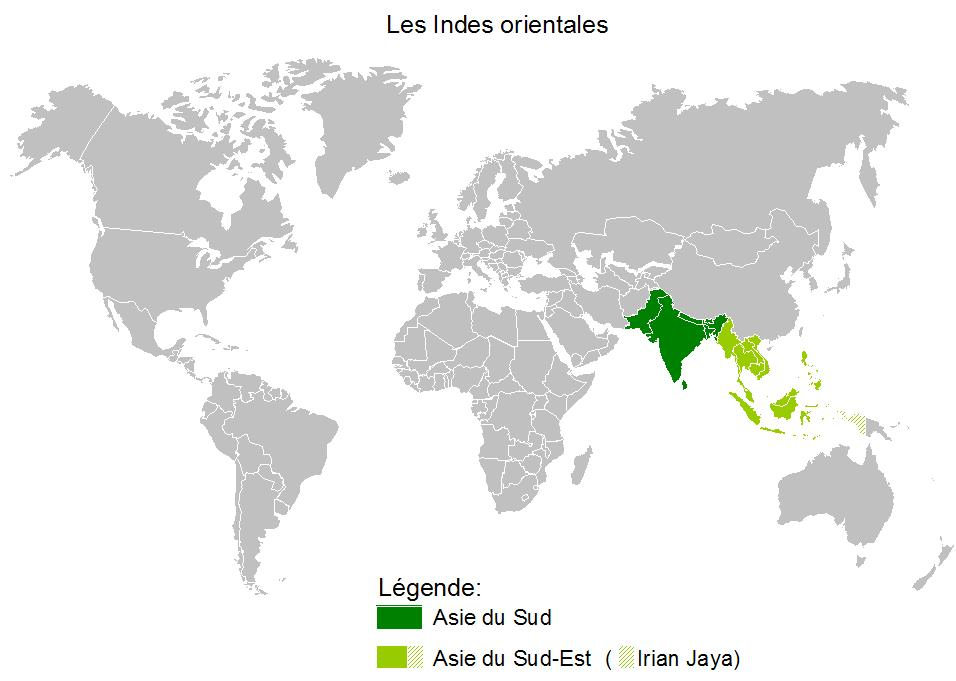
Les Indes, sur une carte avec les frontières actuelles dans le monde. En vert foncé l'Inde cisgangétique, en vert clair l'inde transgangétique.

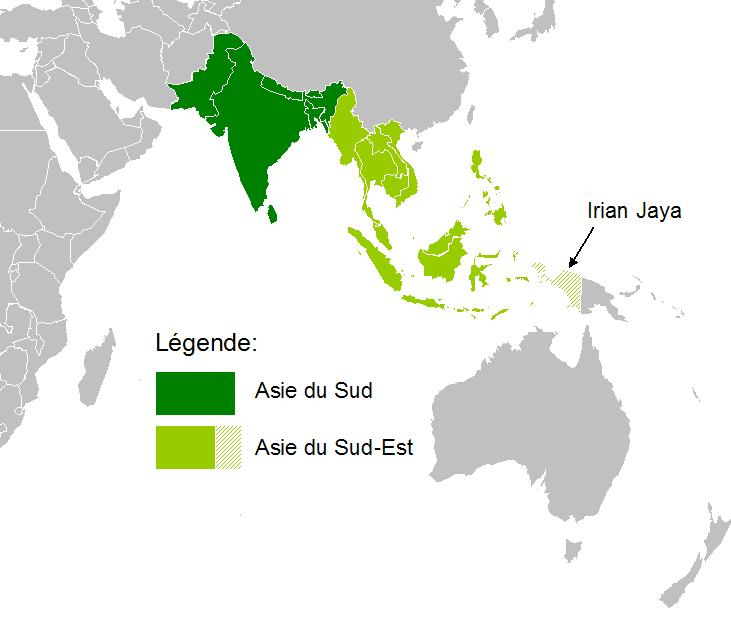
Les Indes et l'Asie du Sud-Est aujourd'hui.

Pour les articles homonymes, voir Indes.
Ne doit pas être confondu avec l'Inde de l'Est.
 (mai 2020).
Si vous disposez d'ouvrages ou d'articles de référence ou si vous connaissez des sites web de qualité traitant du thème abordé ici, merci de compléter l'article en donnant les références utiles à sa vérifiabilité et en les liant à la section « Notes et références ».
Le terme géographique d'Indes, ou Indes orientales, est utilisé à l'époque coloniale par les Européens pour désigner les territoires d'Asie du Sud et du Sud-Est, c'est-à-dire les actuels Béloutchistan iranien, Pakistan, Inde, Népal, Bhoutan, Bangladesh, Birmanie, Sri Lanka, Maldives, Thaïlande, Malaisie, Viêt Nam, Cambodge, Laos, Philippines, Brunéi, Singapour, Timor oriental et Indonésie (appelée Indes orientales néerlandaises avant l'indépendance), à l'exception de la Nouvelle-Guinée occidentale, qui fait partie de la Mélanésie.
On divisait traditionnellement les Indes orientales en deux parties, avec comme limite les bouches du Gange : l'Inde cisgangétique, aujourd'hui appelée Asie du Sud ou sous-continent indien, et l'Inde transgangétique, aujourd'hui appelée Asie du Sud-Est.
Les Européens commencèrent à se rendre dans ces territoires au XVIe siècle.

## Sémantique
En Europe, le terme pluriel (« Indes ») servait aussi à désigner l'Inde actuelle.
Christophe Colomb crut initialement que le Nouveau Monde était la partie extrême-orientale des Indes. Il avait largement sous-estimé la distance qui sépare l'Europe de l'Asie par l'Ouest. Plus tard, afin d'éviter la confusion, le Nouveau Monde fut appelé Indes occidentales et les Indes authentiques « Indes orientales ».

## Développement du commerce avec cette région
Le commerce des Européens avec cette région se développa progressivement à partir du début du XVIIe siècle. Des compagnies commerciales spécialisées furent créées afin d'en importer de nombreux biens, entre autres du coton, de l'indigo et des épices. On peut notamment citer les diverses Compagnies des Indes orientales :
- la Compagnie des Indes orientales, créée en 1600 (plus tard Compagnie britannique des Indes orientales);
- la Compagnie néerlandaise des Indes orientales, créée en 1602 ;
- la Compagnie danoise des Indes orientales, créée en 1616.
- la Compagnie portugaise des Indes orientales, créée en 1628 ;
- la Compagnie française des Indes orientales, créée par Colbert en  1664 ;
- la Compagnie suédoise des Indes orientales, créée en 1731 ;